# Www.thug.com
www.thug.com – drugi album amerykańskiego rapera Tricka Daddy’ego. Został wydany 22 września, 1998 w wytwórniach Warlock i Slip-N-Slide. Uplasował się na 30. miejscu Billboard 200. Rok później 2 lipca, 1999 został zatwierdzony jako złoto.

## Lista utworów
1. „Log On”
2. „For the Thugs”
3. „Back in the Days”
4. „So What” (featuring Lost Tribe)
5. „Tater Head”
6. „Nann Nigga” (featuring Trina)
7. „Hold On”
8. „Call from Dante”
9. „Change My Life” (featuring Mark)
10. „I'll Be Your Other Man” (featuring J.A.B.A.N.)
11. „Suckin' Fuckin'” (featuring Co)
12. „Stroke It Gently”
13. „Run Nigga” (featuring Funk Boogie & Tre+6)
14. „Living in a World” (featuring Society)
15. „I'll Be Your Player” (remix)
16. „Log Off"